# Markus Fothen
Markus Fothen (født 9. september 1981 i Kaarst) er en tysk tidligere landevejscykelrytter. Han cyklede bl.a. for det tyske Protour-hold Gerolsteiner. Han er bror til Thomas Fothen.
Under Tour de France 2006 havde Fothen den hvide ungdomstrøje i 13 etaper, før Damiano Cunego overtog trøjen på den 17. etape. Fothen kom til slut på andenplasen i kampen om ungdomstrøjen.